# Olympische Sommerspiele 2016/Radsport – Sprint Bahn (Männer)
Der Bahnradsprint der Männer bei den Olympischen Spielen 2016 in Rio de Janeiro fand vom 12. bis 14. August 2016 statt.
Die Goldmedaille gewann der Brite Jason Kenny, der sich im Rennen um Gold gegen seinen Landsmann Callum Skinner durchsetzte. Bronze gewann Denis Dmitrijew aus Russland.

## Ergebnisse

### Qualifikation
| Rang | Athlet                   | Nation              | Zeit (s) | Ø Geschw. (km/h) | Anmerkung |
| ---- | ------------------------ | ------------------- | -------- | ---------------- | --------- |
| 1    | Jason Kenny              | Großbritannien      | 9,551    | 75,384           | Q, OR     |
| 2    | Callum Skinner           | Großbritannien      | 9,703    | 74,203           | Q, OR     |
| 3    | Matthew Glaetzer         | Australien          | 9,704    | 74,196           | Q         |
| 4    | Denis Dmitrijew          | Russland            | 9,774    | 73,664           | Q         |
| 5    | Grégory Baugé            | Frankreich          | 9,807    | 73,416           | Q         |
| 6    | Njisane Phillip          | Trinidad und Tobago | 9,813    | 73,372           | Q         |
| 7    | Damian Zieliński         | Polen               | 9,823    | 73,297           | Q         |
| 8    | Jeffrey Hoogland         | Niederlande         | 9,837    | 73,193           | Q         |
| 9    | Sam Webster              | Neuseeland          | 9,880    | 72,874           | Q         |
| 10   | Edward Dawkins           | Neuseeland          | 9,895    | 72,764           | Q         |
| 11   | François Pervis          | Frankreich          | 9,898    | 72,741           | Q         |
| 12   | Joachim Eilers           | Deutschland         | 9,908    | 72,668           | Q         |
| 13   | Xu Chao                  | China               | 9,939    | 72,441           | Q         |
| 14   | Pavel Kelemen            | Tschechien          | 9,969    | 72,223           | Q         |
| 15   | Rafał Sarnecki           | Polen               | 9,980    | 72,144           | Q         |
| 16   | Fabián Puerta            | Kolumbien           | 9,981    | 72,137           | Q         |
| 17   | Patrick Constable        | Australien          | 10,010   | 71,928           | Q         |
| 18   | Maximilian Levy          | Deutschland         | 10,035   | 71,748           | Q         |
| 19   | Juan Peralta             | Spanien             | 10,055   | 71,606           |           |
| 20   | Kang Dong-jin            | Südkorea            | 10,092   | 71,343           |           |
| 21   | Theo Bos                 | Niederlande         | 10,140   | 71,005           |           |
| 22   | Im Chae-bin              | Südkorea            | 10,147   | 70,956           |           |
| 23   | Santiago Ramírez Morales | Kolumbien           | 10,199   | 70,595           |           |
| 24   | Hersony Canelón          | Venezuela           | 10,239   | 70,319           |           |
| 25   | Seiichirō Nakagawa       | Japan               | 10,241   | 70,305           |           |
| 26   | Nikita Schurschin        | Russland            | 10,418   | 69,111           |           |
| 27   | César Marcano            | Venezuela           | 10,649   | 67,611           |           |

### Erste Runde

#### Erste Runde

##### Lauf 1
| Athlet          | Nation         | Zeit (s) | Ø Geschw. (km/h) |
| --------------- | -------------- | -------- | ---------------- |
| Jason Kenny     | Großbritannien | 10,245   | 70,278           |
| Maximilian Levy | Deutschland    | +0,066   | +0,066           |

##### Lauf 2
| Athlet            | Nation         | Zeit (s) | Ø Geschw. (km/h) |
| ----------------- | -------------- | -------- | ---------------- |
| Callum Skinner    | Großbritannien | 10,254   | 70,216           |
| Patrick Constable | Australien     | +0,071   | +0,071           |

##### Lauf 3
| Athlet           | Nation     | Zeit (s) | Ø Geschw. (km/h) |
| ---------------- | ---------- | -------- | ---------------- |
| Matthew Glaetzer | Australien | 10,299   | 69,909           |
| Fabián Puerta    | Kolumbien  | +0,058   | +0,058           |

##### Lauf 4
| Athlet          | Nation   | Zeit (s) | Ø Geschw. (km/h) |
| --------------- | -------- | -------- | ---------------- |
| Denis Dmitrijew | Russland | 10,141   | 70,998           |
| Rafał Sarnecki  | Polen    | +0,036   | +0,036           |

##### Lauf 5
| Athlet        | Nation     | Zeit (s) | Ø Geschw. (km/h) |
| ------------- | ---------- | -------- | ---------------- |
| Grégory Baugé | Frankreich | 10,214   | 70,491           |
| Pavel Kelemen | Tschechien | +0,050   | +0,050           |

##### Lauf 6
| Athlet          | Nation              | Zeit (s) | Ø Geschw. (km/h) |
| --------------- | ------------------- | -------- | ---------------- |
| Xu Chao         | China               | 10,373   | 69,410           |
| Njisane Phillip | Trinidad und Tobago | +0,145   | +0,145           |

##### Lauf 7
| Athlet           | Nation      | Zeit (s) | Ø Geschw. (km/h) |
| ---------------- | ----------- | -------- | ---------------- |
| Joachim Eilers   | Deutschland | 10,428   | 69,044           |
| Damian Zieliński | Polen       | +0,041   | +0,041           |

##### Lauf 8
| Athlet           | Nation      | Zeit (s) | Ø Geschw. (km/h) |
| ---------------- | ----------- | -------- | ---------------- |
| Jeffrey Hoogland | Niederlande | 10,181   | 70,719           |
| François Pervis  | Frankreich  | +0,052   | +0,052           |

##### Lauf 9
| Athlet         | Nation     | Zeit (s) | Ø Geschw. (km/h) |
| -------------- | ---------- | -------- | ---------------- |
| Sam Webster    | Neuseeland | 10,159   | 70,873           |
| Edward Dawkins | Neuseeland | +0,150   | +0,150           |

#### Hoffnungsläufe

##### Lauf 1
| Athlet          | Nation              | Zeit (s) | Ø Geschw. (km/h) |
| --------------- | ------------------- | -------- | ---------------- |
| Maximilian Levy | Deutschland         | 10,356   | 69,524           |
| Edward Dawkins  | Neuseeland          | +0,024   | +0,024           |
| Njisane Phillip | Trinidad und Tobago | +1,429   | +1,429           |

##### Lauf 2
| Athlet            | Nation     | Zeit (s) | Ø Geschw. (km/h) |
| ----------------- | ---------- | -------- | ---------------- |
| Patrick Constable | Australien | 10,363   | 69,477           |
| Damian Zieliński  | Polen      | +0,028   | +0,028           |
| Pavel Kelemen     | Tschechien | +0,378   | +0,378           |

##### Lauf 3
| Athlet          | Nation     | Zeit (s) | Ø Geschw. (km/h) |
| --------------- | ---------- | -------- | ---------------- |
| Fabián Puerta   | Kolumbien  | 10,272   | 70,093           |
| Rafał Sarnecki  | Polen      | +0,086   | +0,086           |
| François Pervis | Frankreich | +0,607   | +0,607           |

### Zweite Runde

#### Zweite Runde

##### Lauf 1
| Athlet        | Nation         | Zeit (s) | Ø Geschw. (km/h) |
| ------------- | -------------- | -------- | ---------------- |
| Jason Kenny   | Großbritannien | 10,369   | 69,437           |
| Fabián Puerta | Kolumbien      | +0,109   | +0,109           |

##### Lauf 2
| Athlet            | Nation         | Zeit (s) | Ø Geschw. (km/h) |
| ----------------- | -------------- | -------- | ---------------- |
| Callum Skinner    | Großbritannien | 10,359   | 69,504           |
| Patrick Constable | Australien     | +0,021   | +0,021           |

##### Lauf 3
| Athlet           | Nation      | Zeit (s) | Ø Geschw. (km/h) |
| ---------------- | ----------- | -------- | ---------------- |
| Matthew Glaetzer | Australien  | 10,166   | 70,824           |
| Maximilian Levy  | Deutschland | +0,059   | +0,059           |

##### Lauf 4
| Athlet          | Nation     | Zeit (s) | Ø Geschw. (km/h) |
| --------------- | ---------- | -------- | ---------------- |
| Denis Dmitrijew | Russland   | 10,102   | 71,273           |
| Sam Webster     | Neuseeland | +0,142   | +0,142           |

##### Lauf 5
| Athlet           | Nation      | Zeit (s) | Ø Geschw. (km/h) |
| ---------------- | ----------- | -------- | ---------------- |
| Grégory Baugé    | Frankreich  | 10,103   | 71,265           |
| Jeffrey Hoogland | Niederlande | +0,121   | +0,121           |

##### Lauf 6
| Athlet         | Nation      | Zeit (s) | Ø Geschw. (km/h) |
| -------------- | ----------- | -------- | ---------------- |
| Joachim Eilers | Deutschland | 10,449   | 68,906           |
| Xu Chao        | China       | +0,058   | +0,058           |

#### Hoffnungsläufe

##### Lauf 1
| Athlet        | Nation     | Zeit (s) | Ø Geschw. (km/h) |
| ------------- | ---------- | -------- | ---------------- |
| Xu Chao       | China      | 10,753   | 66,958           |
| Sam Webster   | Neuseeland | +0,048   | +0,048           |
| Fabián Puerta | Kolumbien  | +0,181   | +0,181           |

##### Lauf 2
| Athlet            | Nation      | Zeit (s) | Ø Geschw. (km/h) |
| ----------------- | ----------- | -------- | ---------------- |
| Patrick Constable | Australien  | 10,456   | 68,859           |
| Maximilian Levy   | Deutschland | +0,100   | +0,100           |
| Jeffrey Hoogland  | Niederlande | +0,118   | +0,118           |

### Rennen um die Plätze 9 bis 12
| Athlet           | Nation      | Zeit (s) | Ø Geschw. (km/h) | Rang |
| ---------------- | ----------- | -------- | ---------------- | ---- |
| Maximilian Levy  | Deutschland | 10,275   | 70,072           | 9    |
| Fabián Puerta    | Kolumbien   | +0,067   | +0,067           | 10   |
| Jeffrey Hoogland | Niederlande | +0,126   | +0,126           | 11   |
| Sam Webster      | Neuseeland  | +0,329   | +0,329           | 12   |

### Viertelfinale

#### Lauf 1
| Athlet            | Nation         | 1. Rennen | 2. Rennen |
| Athlet            | Nation         | Zeit (s)  | Zeit (s)  |
| ----------------- | -------------- | --------- | --------- |
| Jason Kenny       | Großbritannien | 10,341    | 10,219    |
| Patrick Constable | Australien     | +0,194    | +0,258    |

#### Lauf 2
| Athlet         | Nation         | 1. Rennen | 2. Rennen |
| Athlet         | Nation         | Zeit (s)  | Zeit (s)  |
| -------------- | -------------- | --------- | --------- |
| Callum Skinner | Großbritannien | 10,299    | 10,212    |
| Xu Chao        | China          | +0,122    | +0,200    |

#### Lauf 3
| Athlet           | Nation      | 1. Rennen | 2. Rennen |
| Athlet           | Nation      | Zeit (s)  | Zeit (s)  |
| ---------------- | ----------- | --------- | --------- |
| Matthew Glaetzer | Australien  | 10,456    | 10,401    |
| Joachim Eilers   | Deutschland | +0,084    | +0,049    |

#### Lauf 4
| Athlet          | Nation     | 1. Rennen | 2. Rennen |
| Athlet          | Nation     | Zeit (s)  | Zeit (s)  |
| --------------- | ---------- | --------- | --------- |
| Denis Dmitrijew | Russland   | 10,202    | 10,166    |
| Grégory Baugé   | Frankreich | +0,063    | +0,213    |

### Rennen um die Plätze 5 bis 8
| Athlet            | Nation      | Zeit (s) | Ø Geschw. (km/h) | Rang |
| ----------------- | ----------- | -------- | ---------------- | ---- |
| Joachim Eilers    | Deutschland | 10,525   | 68,408           | 5    |
| Xu Chao           | China       | +0,036   | +0,036           | 6    |
| Grégory Baugé     | Frankreich  | +0,153   | +0,153           | 7    |
| Patrick Constable | Australien  | +0,215   | +0,215           | 8    |

### Halbfinale

#### Lauf 1
| Athlet          | Nation         | 1. Rennen | 2. Rennen | 3. Rennen |
| Athlet          | Nation         | Zeit (s)  | Zeit (s)  | Zeit (s)  |
| --------------- | -------------- | --------- | --------- | --------- |
| Jason Kenny     | Großbritannien | +0,043    | 10,048    | 10,071    |
| Denis Dmitrijew | Russland       | 10,139    | +0,032    | +0,302    |

#### Lauf 2
| Athlet           | Nation         | 1. Rennen | 2. Rennen |
| Athlet           | Nation         | Zeit (s)  | Zeit (s)  |
| ---------------- | -------------- | --------- | --------- |
| Callum Skinner   | Großbritannien | 10,119    | 10,244    |
| Matthew Glaetzer | Australien     | +0,046    | +0,057    |

### Rennen um Bronze
| Athlet           | Nation     | 1. Rennen | 2. Rennen | Rang   |
| Athlet           | Nation     | Zeit (s)  | Zeit (s)  | Rang   |
| ---------------- | ---------- | --------- | --------- | ------ |
| Denis Dmitrijew  | Russland   | 10,105    | 10,190    | Bronze |
| Matthew Glaetzer | Australien | +0,072    | +0,044    | 4      |

### Finale
| Athlet         | Nation         | 1. Rennen | 2. Rennen | Rang   |
| Athlet         | Nation         | Zeit (s)  | Zeit (s)  | Rang   |
| -------------- | -------------- | --------- | --------- | ------ |
| Jason Kenny    | Großbritannien | 10,164    | 9,916     | Gold   |
| Callum Skinner | Großbritannien | +0,113    | +0,086    | Silber |